# Leptoypha morrisoni
Leptoypha morrisoni är en insektsart som beskrevs av Drake 1922. Leptoypha morrisoni ingår i släktet Leptoypha och familjen nätskinnbaggar. Inga underarter finns listade i Catalogue of Life.